# Kiện hàng số 300
Kiện hàng số 300 (tiếng Nga: Груз-300) là một bộ phim về Chiến tranh Soviet tại Afghanistan của đạo diễn Georgy Kuznetsov, ra mắt lần đầu năm 1989.

## Diễn viên
- Romualds Ancans... Cooper (nhà báo nước ngoài/gián điệp)
- Aleksandr Danilchenko
- Aleksandr Cheskidov
- Yevgeny Buntov... Trung sĩ Chebakov
- Viktor Solovyov
- Pyotr Vashchik
- Sergey Ivanov
- Nasir Soffi
- Akhat Turayev
- Muso Isoyev
- Fyodor Odinokov
- Anatoly Znamenshchikov
- Viktor Baron
- Yevgeny Torkhov
- Oleg Grishin

## Ê-kíp
- Thiết kế sản xuất: Vladislav Rastorguyev
- Âm thanh: Boris Yefimov